# St. Maximi (Merseburg)

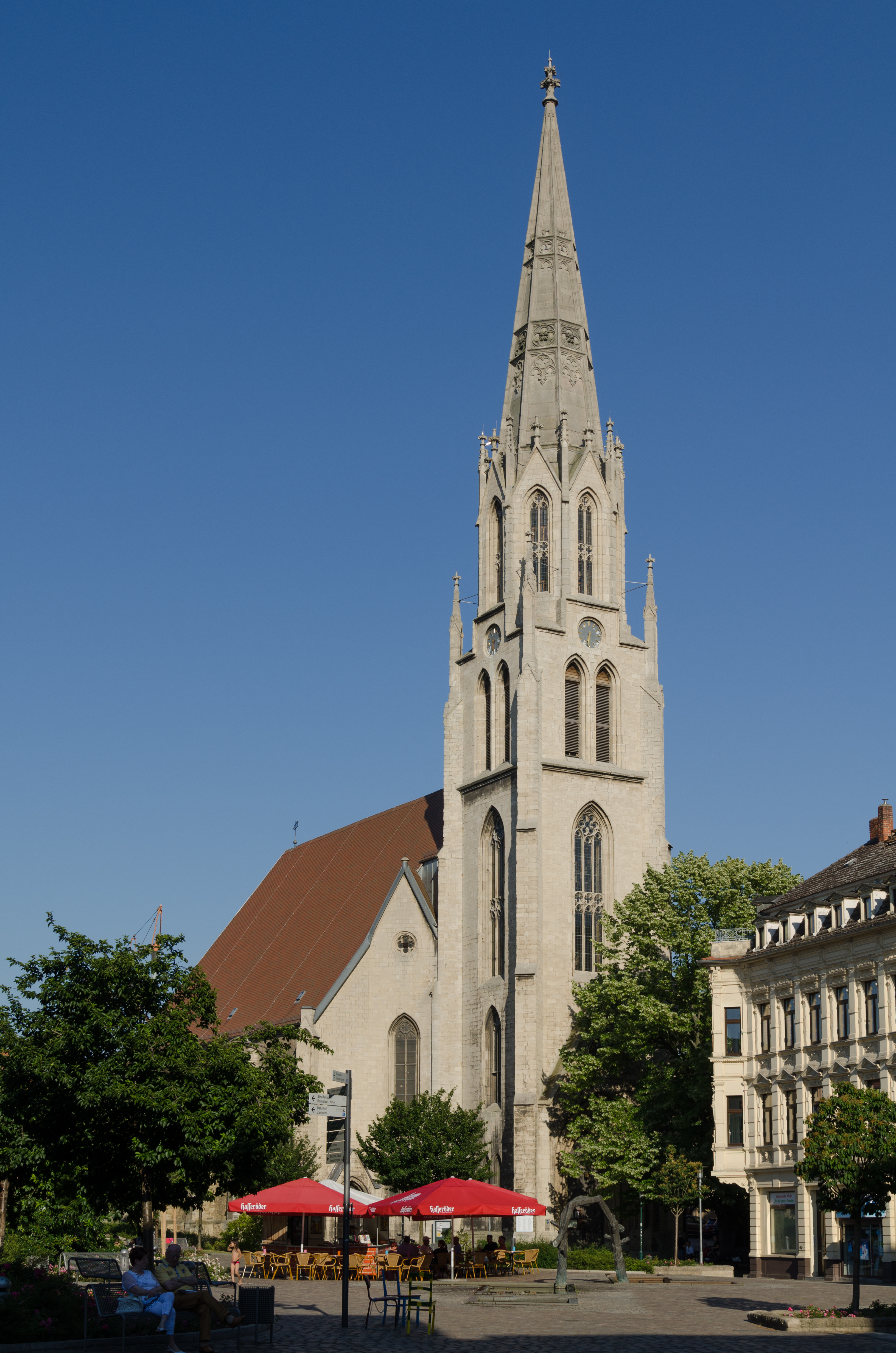
St. Maximi (Merseburg)

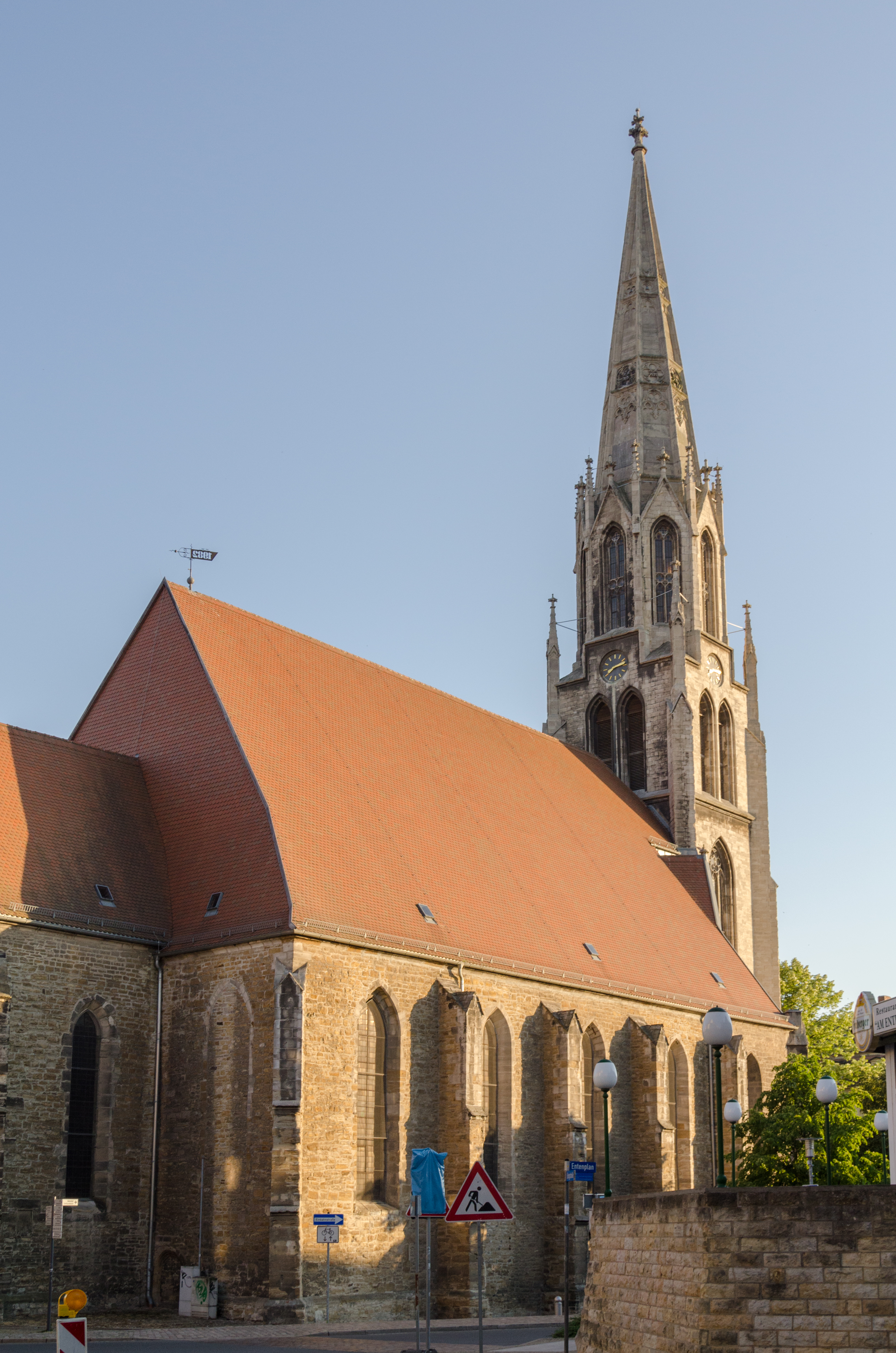
Nordostansicht

Die evangelische Stadtkirche St. Maximi ist eine spätgotische Hallenkirche in Merseburg im Saalekreis in Sachsen-Anhalt. Sie gehört zur evangelischen Kirchengemeinde Merseburg der Evangelischen Kirche in Mitteldeutschland. Das seltene Patrozinium bezieht sich auf den Heiligen Maximus von Alexandria.

## Geschichte und Architektur
Die Kirche wurde bereits im 10. Jahrhundert gegründet und 1247 erstmals urkundlich erwähnt. Das heutige Bauwerk ist eine dreischiffige vierjochige Hallenkirche mit Strebepfeilern aus der Zeit von 1432 bis 1501. Der kurze Chor von der Breite des Mittelschiffs wurde inschriftlich 1485 erbaut; das zur Inschrift gehörige Kreuzigungsrelief befand sich außen an der Ostwand und ist jetzt zerstört. Die schlichten spätgotischen Seitenportale im mittleren Joch des Langhauses wurden im 19. Jahrhundert vermauert, das südliche im Jahr 1998 wieder geöffnet; seitlich davon sind zwei Maskenkonsolen für Figuren angebracht, die aus der Mitte des 15. Jahrhunderts stammen. Die Fenster haben ihr ursprüngliches Maßwerk verloren. Der aus der Achse des Langhauses verschobene romanische Westturm wurde in den Jahren 1867–1872 durch einen hohen neugotischen Turm nach einem Entwurf von Friedrich August Stüler ersetzt, wobei das Langhaus um ein Joch nach Westen verlängert wurde. Der Turm ist mit seinen hohen Eckstrebepfeilern, einem oktogonalen Wimperggeschoss und einer steilen geschlossenen Spitze aus Werkstein an der französisch-deutschen Hochgotik orientiert. Restaurierungen wurden in den Jahren 1867–1876, 1901 und 1972/1973 vorgenommen.
Der breite Raum ist bei geringer Überhöhung des Mittelschiffs ausgewogen proportioniert. Das erste östliche, längsrechteckige Pfeilerpaar stammt noch vom Vorgängerbau; die beiden folgenden vom Bauwerk des 15. Jahrhunderts sind schlicht achteckig im Querschnitt und tragen in Kämpferhöhe Maskenköpfe. Die Kreuzrippengewölbe wurden nach einer Inschrift in den Jahren 1494–1501 eingezogen. Sie ruhen in den Seitenschiffen auf Maskenkonsolen aus der Mitte des 15. Jahrhunderts, im Chor dagegen auf starken älter wirkenden Runddiensten. Bauzeitliche Wandmalereien zeigen am südlichen Chorpfeiler einen großen heiligen Andreas, in einem südlichen Seitenschiffsgewölbe und an der nördlichen Chorwand ist Maßwerk mit Ranken gemalt.

## Ausstattung
Die ältere Ausstattung wurde nach 1867 durch eine neugotische ersetzt, von der die Orgel, die Hufeisenempore und das Gestühl erhalten sind. Die Kanzel und der Altar wurden 1972 entfernt und stattdessen ein ursprünglich in der Stadtfriedhofskapelle befindlicher wertvoller Schnitzaltar aufgestellt, der aus der Sixtikirche stammt. Er wurde von einer mitteldeutschen Werkstatt angefertigt und zeigt im Schrein die Madonna, begleitet von den Heiligen Katharina und Johannes dem Evangelisten. Auf den Flügeln sind acht weibliche Heilige in zwei Reihen dargestellt, die Außenseite zeigt eine gemalte Verkündigung; die gemalte spätgotische Predella mit Passionsszenen gehörte ursprünglich nicht dazu.
Vom barocken Hochaltar aus den Jahren 1684–1686, der vermutlich von Michael Hoppenhaupt stammt, sind vier überlebensgroße Schnitzfiguren erhalten. Sie stellen Gottvater, den auferstandenen Christus, Johannes den Täufer und Mose dar und sind jetzt an der Ostwand über der nördlichen Empore angebracht; die einstige Fassung der Figuren wurde später beseitigt.
Aus der Neumarktkirche wurden mehrere Kunstwerke hierher gebracht, darunter ein unterlebensgroßer Christus, der aus dem Jahr 1610 vom Holzbildhauer Andreas Wiedemann und dem Fassmaler Conrad Wolfram aus Merseburg geschaffen wurde. Ebenfalls aus der Neumarktkirche stammen Teile des dortigen Hochaltars von 1695, die Freifiguren des auferstandenen Christus über dem erwachenden Adam, begleitet von Petrus und dem Evangelisten Johannes zeigen, darunter eine predellenartige Kartusche mit einer Abendmahlsdarstellung.
Ein Epitaphgemälde der Kreuzigung in einer Landschaft stammt aus dem Jahr 1584. Im Chor ist das Epitaph für Christian Forberger († 1697) erhalten, das mit einem Alabasterrelief mit einer Darstellung von Christus und den Kindern versehen ist, das von toskanischen Säulen flankiert wird. Eine Bronzegrabplatte für Heinrich Bernhard und Elisabeth Naso († 1720) ist mit einer Darstellung des auferstehenden Christus versehen.
Die Orgel ist ein Werk von Friedrich Gerhardt aus dem Jahr 1876 mit 47 Registern auf drei Manualen und Pedal. Sie wurde in den Jahren von 2015 bis 2020 durch Christian Scheffler restauriert.
| I Hauptwerk C– |        |
| Principal      | 16′    |
| Principal      | 08′    |
| Gamba          | 08′    |
| Hohlflöte      | 08′    |
| Oktave         | 04′    |
| Flauto         | 04′    |
| Gemshorn       | 04′    |
| Quinte         | 02 ⁄3′ |
| Oktave         | 02′    |
| Flauto         | 02′    |
| Mixtur V       |        |
| Cornett V      |        |
| Scharf III     |        |
| Trompete       | 08′    |

| II Oberwerk C–  |        |
| Bordun          | 16′    |
| Traversflöte    | 08′    |
| Geigenprincipal | 08′    |
| Rohrflöte       | 08′    |
| Quintatön       | 08′    |
| Oktave          | 04′    |
| Spitzflöte      | 04′    |
| Quinte          | 02 ⁄3′ |
| Oktave          | 02′    |
| Scharf III      |        |
| Zimbel          | 01 ⁄3′ |
| Oboe            | 08′    |

| III Schwellwerk C– |        |
| Lieblich Gedakt    | 8′     |
| Salicional         | 8′     |
| Flauto             | 4′     |
| Nasat              | 2 ⁄3′  |
| Flautino           | 2′     |
| Zimbel             | 2⁄3′   |
| Terzflöte          | 1 3⁄5′ |
| Sifflöte           | 1′     |
| Schalmei           | 4′     |

| Pedalwerk C– |     |
| Untersatz    | 32′ |
| Principalbaß | 16′ |
| Subbaß       | 16′ |
| Oktavbaß     | 08′ |
| Gedaktbaß    | 08′ |
| Oktave       | 04′ |
| Hintersatz   |     |
| Weitpfeife   | 02′ |
| Posaune      | 16′ |
| Trompete     | 08′ |
| Zink         | 04′ |

- Koppeln: II/I, III/I, III/II, I/P, II/P